# William James Erasmus Wilson

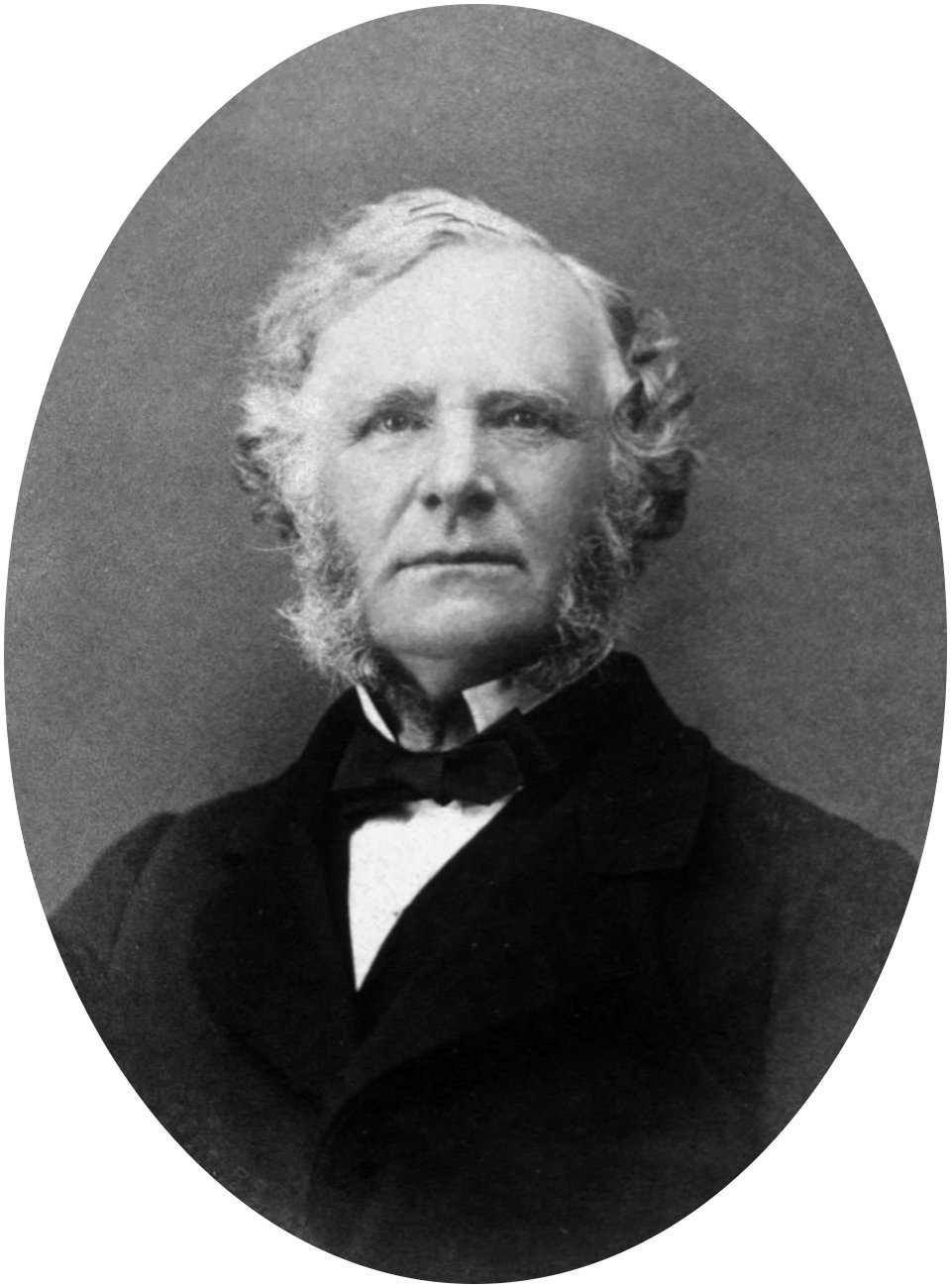
William James Erasmus Wilson.

William James Erasmus Wilson, född den 25 november 1809 i London, död den 7 augusti 1884 i Westgate-on-Sea i Kent, var en engelsk läkare.
Wilson blev 1840 lärare i anatomi och fysiologi vid Middlesex Hospital, ägnade sig sedan huvudsakligen åt hudsjukdomar samt skänkte 1869 5 000 pund sterling till inrättande av en professur i detta ämne vid College of Surgeons och 1881 10 000 pund sterling till universitetet i Aberdeen till en professur i patologi. Wilsons anatomiska lärobok, Anatomists vademecum (1840), var mycket spridd och användes på sin tid i den av Hollstein bearbetade tyska upplagan även i Norden. Vidare utgav han Anatomical plates (4 folioband), tillsammans med Quain, samt ett stort antal arbeten över hudsjukdomar, bland andra Atlas of the diseases of the skin, Lectures on diseases of the skin and syphilis och Lectures in dermatology. År 1867 började han utge "Journal of cutaneous medicine and diseases of the skin". Därjämte var Wilson stor filantrop och skänkte utom det ovan anförda betydande summor till allmännyttiga ändamål.